# Mikhaïl Menzbier
Mikhaïl (ou Michel) Alexandrovitch Menzbier, né le 23 octobre (4 novembre ) 1855 à Toula et mort le 10 octobre 1935 à Moscou, est un zoologiste russe qui fut recteur de l'université de Moscou de 1917 à 1919 et l'un des fondateurs de l'ornithologie russe.

## Biographie
Son père est un juge de la petite noblesse de Toula. Sa mère meurt de tuberculose lorsqu'il a onze ans et il part vivre chez son grand-père. Il termine le lycée de Toula avec la médaille d'argent en 1874 et étudie ensuite les sciences naturelles à l'université de Moscou, où il a notamment comme professeurs Severtzov, Borzenkov, Oussov et d'autres. Il termine l'université en 1878 avec la médaille d'or. Il défend sa thèse en 1882 qui a pour thème La Géographie ornithologique de la Russie européenne qui devient un classique de la littérature zoologique en Russie. Il est ensuite envoyé grâce à une bourse du ministère de l'Instruction publique étudier pendant deux ans à l'étranger. Il en profite pour travailler aux musées zoologiques de Graz, de Vienne, de Leyde, de Bruxelles, de Paris et de Londres.
Menzbier est nommé dozent à la chaire d'anatomie comparée en 1884 et commence à enseigner aux étudiants. Il présente sa thèse de doctorat en 1886 sur l'osthéologie des pingouins à la suite de quoi il est docteur en zoologie, puis professeur extraordinaire en 1887 et enfin professeur ordinaire en 1898. Il donne sa démission en 1911 de l'université de Moscou en signe de protestation contre l'intrusion de policiers en raison de troubles estudiantins dus à l'opposition au programme du ministre de l'Instruction Casso. Il n'y retourne qu'après la révolution de 1917.
Il est ensuite professeur émérite d’anatomie comparée à l’université de Moscou. Il est surnommé le Nestor de l’ornithologie russe, comme Christian von Steven est surnommé le Nestor de la botanique russe.
Il devient membre-correspondant de l'Académie des sciences de Russie en 1896, puis membre honoraire en 1926 et enfin membre effectif en 1929 (l'Académie est alors l'Académie des sciences d'URSS). Il est président de la Société des naturalistes de Moscou (dont il est membre depuis 1880) de 1915 à 1935.
La plupart de ses travaux ont été publiés en langue allemande (notamment dans le Bulletin de la Société impériale des naturalistes de Moscou) puis traduits en langue russe, et ensuite publiés en russe après la révolution d'Octobre, aussi sont-ils peu connus aujourd'hui des scientifiques anglo-saxons. Ses sujets d’intérêt sont variés et ont trait notamment au darwinisme. Il est l’auteur d’importantes monographies sur les oiseaux de Russie, du Turkestan avec Severtzov (1827-1885), sur le gibier à plume de Russie, etc. Malgré une santé très mauvaise, il continua de travailler jusqu’à la fin de sa vie.
Menzbier était membre honoraire de la British Ornithologists' Union et de la Deutsche Ornithologen-Gesellschaft (DO-G), membre correspondant de la Société zoologique de France, de la Zoological Society of London et de l’American Ornithologists' Union, membre de l’Académie des sciences de Russie.
Il est enterré au cimetière de la Présentation de Moscou.

## Hommages
La marmotte de Menzbier (Marmota menzbieri) lui a été dédiée par Kachkarov (1878–1941).